# Обчислювальна біологія
Обчислювальна біологія — міждисциплінарна газуль науки, що утворюється на співпраці біології та обчислювальної науки, спрямована на розуміння біологічних систем за допомогою обчислювальних методів і інструментів.
Обчислювальна біологія використовує досягнення інформатики, обчислювальної техніки, прикладної математики і статистики для аналізу біологічних даних, моделювання біологічних процесів, розуміння механізмів, що лежать в основі біологічних явищ, та вирішення біологічних та біомедичних проблем.
Використовуючи алгоритми, статистичні моделі та комп’ютерне моделювання, обчислювальна біологія вирішує різноманітні біологічні питання, від розуміння генетичних послідовностей і молекулярних структур до вивчення складних біологічних мереж і систем.

## Сфери досліджень і застосувань
Обчислювальна біологія відіграє вирішальну роль у наукових відкриттях в науках про життя і має практичне застосування в різних областях, включаючи розробку ліків, персоналізовану медицину, сільськогосподарську біотехнологію та дослідження навколишнього середовища. Її міждисциплінарний характер сприяє співпраці між біологами, інформатиками, математиками та іншими фахіфцями, що веде до інноваційних підходів у біологічних дослідженнях і значно сприяє нашому розумінню життєвих процесів.
Головними сферами в біології та біомедицині, які застосовують методи обчислювальної біології, є:
- Біоінформатика — міждисциплінарна галузь науки, яка поєднує принципи біології, інформатики, математики та статистики для збору, аналізу, інтерпретації та керування біологічними даними. Біоінформатика тісно пов'язана з обчислювальною біологією, і зосереджена на розробці та використанні обчислювальних методів, алгоритмів і програмних засобів для вилучення значущої інформації з величезних і складних наборів біологічних даних, зокрема в геноміці, епігеноміці, протеоміці та інших дисциплінах оміксних аналізів, та їх інтегративного аналізу — мультиоміки.
  - Обчислювальна геноміка, підрозділ геноміки, який вивчає геноми клітин і організмів за допомогою високопродуктивного геномного секвенування (що вимагає значної подальшої обробки — так званої збірки геному), і який використовує метод ДНК-мікрочипів для статистичного аналізу виражених в конкретних типах клітин генів.
  - Мультиоміка — це підхід до біологічного аналізу, спрямований на використання та інтеграцію великої кількості даних, наданої оміксними дослідженнями – «омами», такими як геном, епігеном, транскриптом, протеом, епітранскриптом, метаболом і мікробіом (мета-геном, мета-транскриптом, мета-протеом та ін.), інтерактом тощо, щоб розвинути комплексне розуміння біологічних систем.[1][2][3][4]

- Математична біологія (або обчислювальне біомоделювання), підрозділ біокібернетики, що займається побудовою обчислювальних моделей біологічних систем.

- Молекулярне моделювання, область досліджень, яка привертає теоретичні і обчислювальні методи для моделювання або імітації поведінки молекул, причому молекул в найширшому сенсі — що полягають від декількох атомов і до «гігантських» біологічних ланцюжків.

- Системна біологія, що ставить за мету моделювання повномасштабних біологічних сигнальних систем і систем передачі сигналів (для цілої клітини або навіть цілого організму), часто використовуючи методи біомоделювання (математичної біології) та методів аналізу електротехнічних мереж.

- Передбачення структури білків і структурна геноміка — роблять спроби обчислювати точні тривимірні моделі структур білків, які не були отримані експериментальним шляхом.

- Обчислювальні підрозділи біохімії і біофізики, що широко використовують структурне моделювання і імітаційні методи, такі як молекулярна динаміка або методи засновані на методі Монте-Карло, в спробі пролити світло кінетику і термодинаміку роботи білків.

## Історія

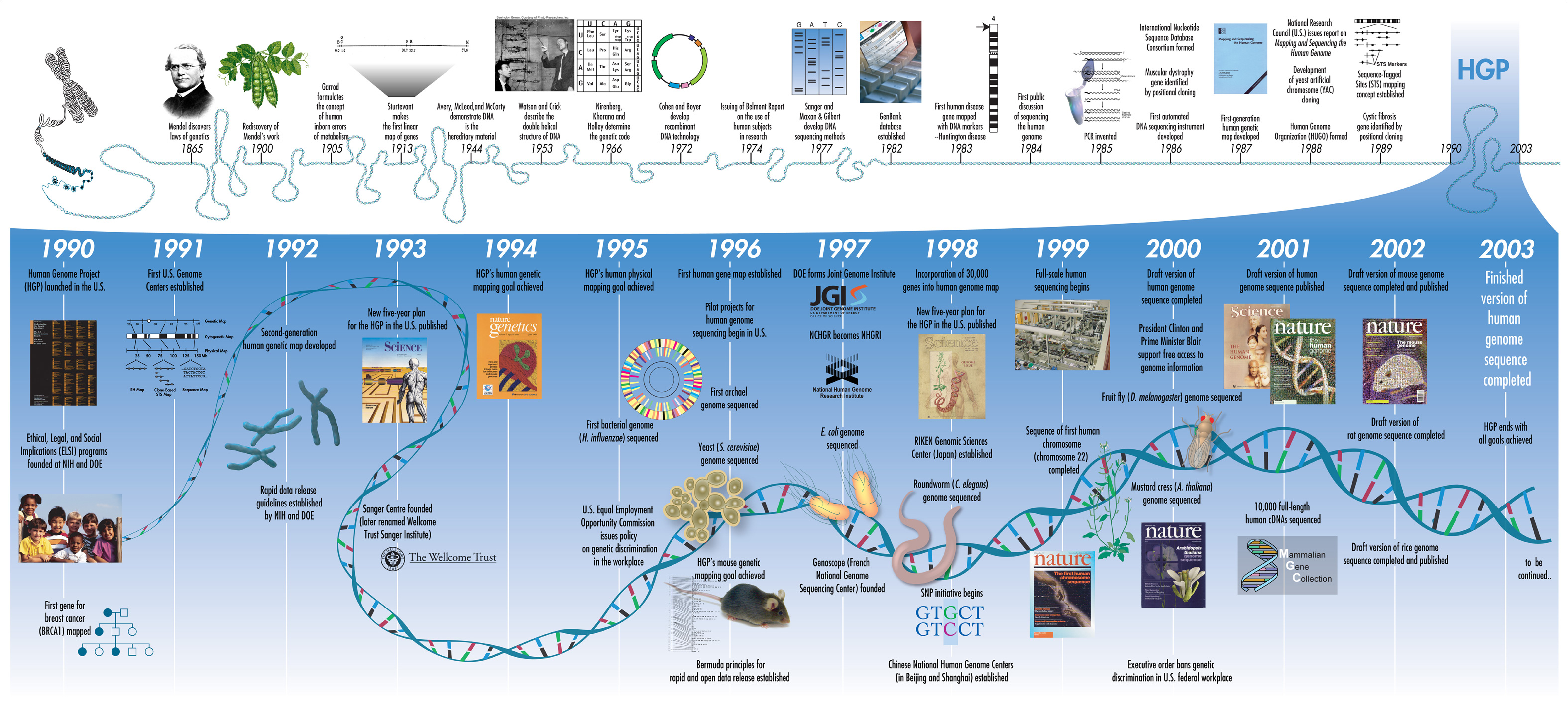
Хронологія Проєкту геному людини

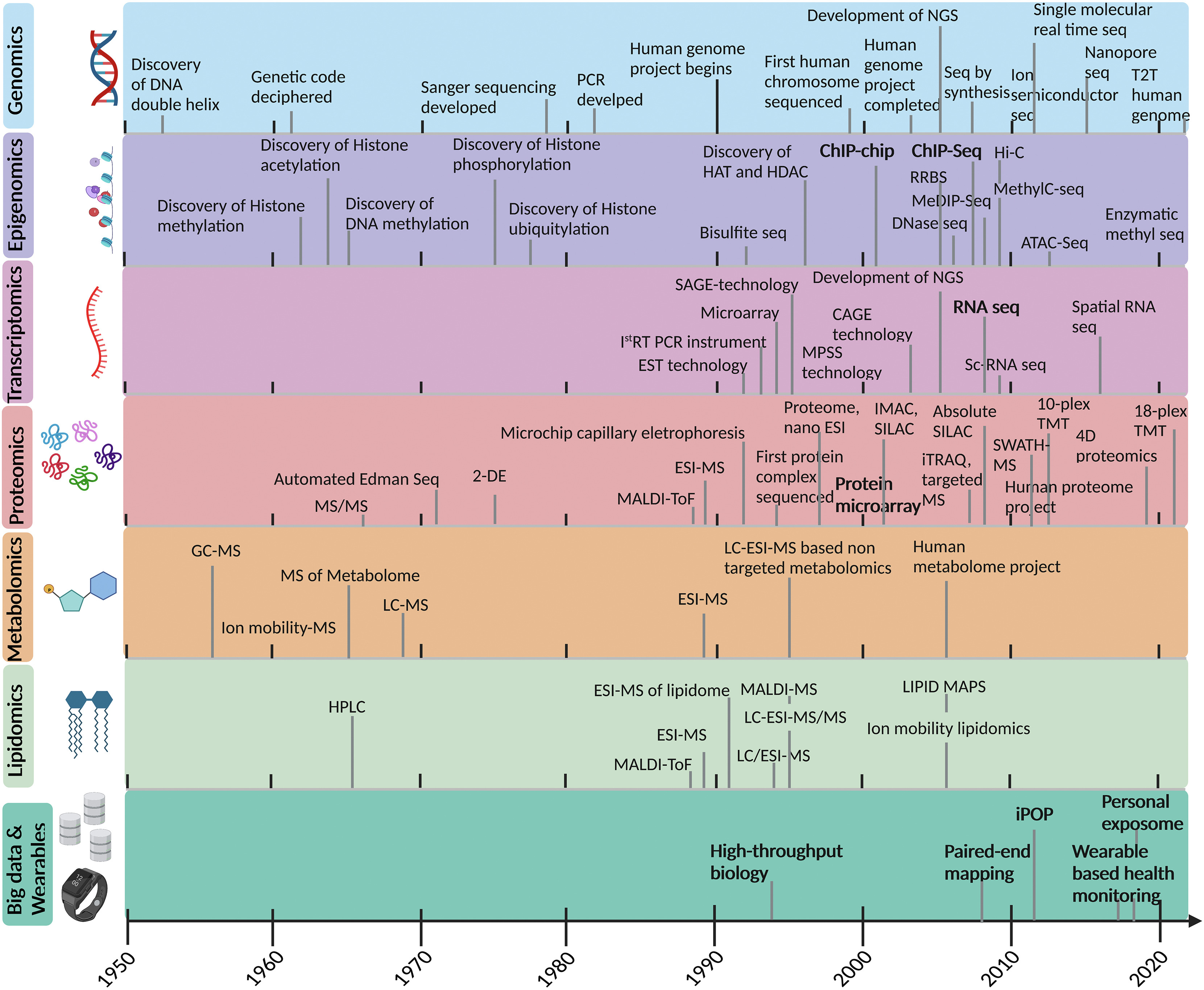
Хронологія основних технологічних розробок і віх оміксних технологіях

Деякі важливі для галузі обчислювальної біології історичні відкриття й досягнення:
- 1953: Джеймс Уотсон і Френсіс Крік пропонують структуру подвійної спіралі ДНК, з’ясовуючи фундаментальну основу зберігання генетичної інформації.[5]
- Початок 1960-х років: Маргарет Дейгоф[en] стала піонером обчислювальної біології, започаткувавши аналіз амінокислотної послідовності білків і методології передбачення структури білків.[6]
- 1981: Вотермен[en] і Сміт[en] винаходять алгоритм Сміта-Вотермена[en], для локального вирівнювання послідовностей, революціонізуючи порівняння та аналіз послідовностей[en].[7]
- 1980-ті: Нідлман і Вунш розробляють алгоритм Нідлмена-Вунша для глобального вирівнювання послідовностей, що дозволяє ефективно порівнювати цілу ДНК або білкову послідовність.[8]
- 1990: Проєкт геному людини — міжнародна наукова ініціатива, започаткована в 1990 році з метою картографування та секвенування всього геному людини, ідентифікації та визначення послідовності пар нуклеотидних основ, які складають ДНК людини. Цей монументальний проект, завершений у 2003 році, надав вичерпну довідкову інформацію для розуміння генетичного плану людського життя, пропонуючи розуміння генів, спадкових рис і основи різноманітних генетичних розладів і захворювань.[9][10]
- 2001: Крейг Вентер та величезна команда дослідників Проєкту геному людини опублікували першу повну послідовність геному людини, розвиваючи геномні дослідження та обчислювальні методи аналізу даних.[11]
- 2003: стартував Проєкт епігеному людини[en], задля того, щоб скласти карту та зрозуміти епігеном — епігенетичний ландшафт геному людини, за аналогією Проєкту геному людини.[12]
- 2009: Ерез Ліберман-Айден[en] і його колеги описали в журналі Science метод Hi-C[en], який досліджує тривимірну архітектуру цілих геномів шляхом поєднання лігування на основі близькості з масивним паралельним секвенуванням[en].[13]
- 2010: Барбара Енгельхардт[en] і її колеги розробляють інноваційні методи статистичної геноміки для генетики популяцій.[14]
- 2012: Еммануель Шарпентьє та Дженніфер Даудна розробляють систему редагування генів CRISPR-Cas9, що революціонізує генетичні маніпуляції та можливості лікування.[15] За цей винахід вони отримали Нобелівську премію з хімії у 2020 році та цілу низку престижних наукових нагород та відзнак.[16][17]
- 2013: Майкл Левітт, Мартін Карплус і Ар’є Варшель отримують Нобелівську премію з хімії за розробку багатомасштабних моделей для складних хімічних систем.
- 2016: Фен Чжан і його колеги розробляють систему CRISPR-Cas13 для редагування РНК, розширюючи можливості редагування цільових послідовностей РНК.[18]
- 2018: AlphaFold[en], розроблений компанією DeepMind, досяг новаторської точності у передбаченні білкових структур за допомогою штучного інтелекту та глибокого навчання.[19]
- 2018: Авів Регев[en] та величезна команда колег оприлюднили першу частину Атласу людських клітин[en], в якому планується відобразити кожен тип клітин людського тіла, використовуючи одноклітинну[en] геноміку та обчислювальний аналіз.[20][21][22]

## Моделювання
Пакет молекулярної динаміки NAMD[en] та програмне забезпечення для візуалізації VMD[en] біофізика Шультен використовують щонайменше 300 000 дослідників у всьому світі.
У 2006 з'явилася модель ікосаедричного вірусу супутника тютюнової мозаїки (STMV). Вперше було створено повну модель, яка вимагала ресурсів Національного центру суперкомп'ютерних додатків в Урбані (розмір: 1 млн атомів, час моделювання: 50 нс, програма: NAMD). Моделювання забезпечило нове уявлення про механізми збірки вірусу. Вся частинка STMV складається з 60 однакових копій одного білка, з яких складається капсиди (оболонки), і 1063 нуклеотидного одноланцюгового РНК генома. Одним із ключових висновків те, що капсид дуже нестабільний, коли всередині немає РНК, тобто вірус, який виглядає симетрично на нерухомих зображеннях, насправді імпульсує та асиметричний. Капсида залежить від генетичного матеріалу в РНК-ядрі частинки і руйнується без нього. Це засвідчило, що перш ніж вірус зможе побудувати свою оболонку при розмноженні, повинен бути присутнім генетичний матеріал.
В 2013 році Шультен змоделював капсид ВІЛ (з 64 мільйонів атомів) за допомогою суперкомп'ютера Blue Waters.
У 2015 з'явилась модель світловідбиваючої клітини хроматофор пурпурової фотосинтезуючі бактерії Purpurbakterie (близько 100 мільйонів атомів) за допомогою суперкомп'ютера Титан в Національній лабораторії Oak Ridge. У моделюванні процесів перетворення сонячного світла в хімічну енергію брали участь 100 мільйонів атомів, 16000 ліпідів і 101 білок, хоча вміст крихітної органели займає лише один відсоток від загального обсягу клітини.
Шультен планував більш масштабні моделювання на суперкомп'ютері SUMMIT.
У жовтні 2017 з'явився фреймворк OpenFermion Cirq , перша платформа з відкритим кодом для перекладу проблем хімії та матеріалознавства в квантові схеми. OpenFermion — це бібліотека для моделювання систем взаємодіючих електронів (ферміонів), що породжують властивості речовини. До OpenFermion розробникам квантових алгоритмів потрібно було вивчити значну кількість хімії та написати велику кількість коду, щоб зламати інші коди, щоб скласти навіть найосновніші квантові симуляції.
Прикладом успішних досягнень обчислювальної біології можна вважати деякі проєкти подібних World Community Grid розподілених мереж.
Далі приклади волонтерських проєктів з обчислювальної біології, в яких можна взяти участь:
- Folding@home - це проєкт, який досліджує структуру білків і їх взаємодії з ліками та хворобами, такими як рак, цукровий діабет та COVID-19. Кожен може стати волонтером та використовувати свій комп'ютер, щоб допомогти в обробці великих обсягів даних.
- Rosetta@home - це ще один проєкт з вивчення структури білків. Волонтери можуть використовувати свій комп'ютер, щоб моделювати складні молекулярні системи, які допомагають в розумінні хімії життя та розробці нових ліків.
- BOINC - це платформа для волонтерських проєктів з обчислювальної науки, включаючи біологію. До проєктів, які можна підключитися, належать World Community Grid, який досліджує хвороби, такі як рак, малярія та туберкульоз, та GPUGRID, який вивчає структуру білків та використовує їх для розробки нових ліків.
- Phylo[en] - це волонтерський проєкт з обчислювальної біології, який досліджує еволюційну історію генів. Волонтери можуть грати в гру, де їхні рухи допомагають у побудові дерева філогенетичного дерева, яке вказує на еволюційні зв'язки між генами.

Ці проєкти відкриті для всіх бажаючих та дозволяють внести свій вклад у розвиток науки, допомагаючи досліджувати складні біологічні системи та розробляти нові ліки.

## Додаткова література

### Книги
- Серія книг Computational Biology (Springer, 2001-2023+)

### Журнали
Наукові журнали, що охоплюють теми обчислювальної біології включають наступні, а також біоінформатичні журнали (див. Біоінформатика):
- PLOS Computational Biology (сайт)
- Journal of Computational Biology
- Nature Computational Science
- IEEE/ACM Transactions on Computational Biology and Bioinformatics
- Computational Biology and Chemistry
- Molecular Systems Biology

### Статті
- Інформаційна біологія [Архівовано 14 березня 2016 у Wayback Machine.] //Фармацевтична енциклопедія